# Michel Sauquet
Pour les articles homonymes, voir Sauquet.
 (octobre 2016).
Si vous disposez d'ouvrages ou d'articles de référence ou si vous connaissez des sites web de qualité traitant du thème abordé ici, merci de compléter l'article en donnant les références utiles à sa vérifiabilité et en les liant à la section « Notes et références ».
Michel Sauquet est écrivain, consultant spécialisé dans les questions interculturelles. Il est auteur d’une trentaine de romans, recueils et essais.

## Biographie
Michel Sauquet, né en 1946 à Paris, est diplômé de Sciences-Po Paris et docteur en Économie appliquée (Université Paris Dauphine).
Après avoir enseigné les sciences économiques et sociales et travaillé en bureau d’études d’urbanisme, il commence en 1973 un parcours professionnel international dans le domaine de la coopération au développement dans le cadre de plusieurs ONGs (Inades-Formation, GRET) du Bureau international du travail et, de 1989 à 2010, de la fondation franco-helvétique Charles Léopold Mayer (FPH). Ce parcours d’une quarantaine d’années l’amènera à séjourner plusieurs années en Éthiopie et au Brésil, et à effectuer de nombreux déplacements en Afrique, en Amérique latine et en Asie. Dans le cadre de la FPH il crée les éditions Charles Léopold Mayer en 1995, participe à la mise en place de l’Alliance Internationale des éditeurs indépendants, qu’il préside de 2002 à 2007, puis crée avec Martin Vielajus l’Institut de recherche et débat sur la gouvernance qu’il dirige de 2006 à 2010.
En parallèle, depuis le début des années 2000, il enquête, publie et intervient sur les questions interculturelles lors de conférences ou de cycles de formation (ONG, associations, collectivités territoriales, entreprises, églises). Maître de conférences à Sciences Po Paris pendant 16 ans (2003 à 2019), il a enseigné pendant plusieurs années, de manière suivie ou ponctuelle, à l'Université Paris-Dauphine, à l'Inalco, à l’ENA, à l’École Centrale, aux PontsParistech et à l'EMLyon. Il a porté ces préoccupations interculturelles au sein de la plateforme française d'éducation à la citoyenneté et à la solidarité internationale (Educasol) qu'il a présidé de 2013 à 2016, puis, de 2016 à 2021, au sein du Comité consultatif d’éthique commun à l’Inrae, au Cirad, à l’Ifremer et à l’IRD.
Depuis son premier roman, Cris étouffé de Tadjoura, sélectionné pour le Prix Médicis1987, il a publié une trentaine d’ouvrages de fiction (romans, nouvelles, poésie) et de sciences humaines, notamment sur le thème de la mondialisation, de l’interculturel et de la spiritualité franciscaine. Dans les années 1990, il a dirigé la collection littéraire « Nervures » des Éditions Desclée de Brouwer (Paris), et a collaboré, dans les années 2000, aux hebdomadaires La Vie et Témoignage Chrétien.

## Sources
- Jean-Michel Dumay, « L'Emergence du "nous" humain », in Le Monde, édition du 18 novembre 2007, article sur l'ouvrage L'Intelligence de l'autre, en collaboration avec Martin Vielajus, Éditions Charles Léopold Mayer, 2007, 344 pages

## Documents disponibles en téléchargement
- Review of the book L'intelligence de l'autre
- https://www2.eclm.fr/livre/le-culturoscope/
- https://www.eclm.fr/livre/l-intelligence-interculturelle/
- https://www.eclm.fr/livre/l-intelligence-de-l-autre/